# The Violet Archers
The Violet Archers is een Canadese indiepopband uit Toronto. Onder leiding van voormalig Rheostatics-bassist Tim Vesely bestaat de band uit Vesely op zang, Yawd Sylvester op gitaar, drummer Camille Giroux, bassist Scott Remila en Ida Nilsen op piano.

## Bezetting
Huidige leden
- Tim Vesely
- Yawd Sylvester
- Camille Giroux
- Ida Nilsen
- Scott Remila

Voormalige leden
- Aaron MacPherson
- Steve Pitkin

## Geschiedenis
The Violet Archers werden door Vesely opgericht als een zijproject terwijl hij optrad met de Rheostatics. Hij gaf de band zijn naam nadat hij een van de composities van de Canadese componiste Violet Archer op CBC Radio had gehoord. The Violet Archers brachten hun debuutalbum The End of Part One in 2005 uit bij Northern Electric Records en als digitale download via Zunior Records. Muzikanten die bijdroegen aan het album waren Aaron MacPherson en Steve Pitkin. José Miguel Contreras van By Divine Right verschijnt ook als gastmuzikant op verschillende nummers. Het tweede album Sunshine at Night werd in 2008 uitgebracht na het vertrek van Vesely bij Rheostatics. Nilsen heeft ook haar eigen band Great Aunt Ida, waarin ook Vesely speelt.

## Discografie
- 2005: The End of Part One
- 2008: Sunshine at Night

### Compilaties
- 2006: Our Power You and I